# Boulevard d'Auteuil
Le boulevard d'Auteuil est une voie de Boulogne-Billancourt et du 16e arrondissement de Paris.

## Situation et accès
Le boulevard d'Auteuil débute à l'intersection avec l'avenue de la porte Molitor, Place de la Porte-Molitor. Il franchit ensuite le boulevard périphérique. Après avoir longé la piscine Molitor se trouve le carrefour avec la rue Nungesser-et-Coli, qui marque l'entrée de Boulogne-Billancourt, face aux Serres d'Auteuil. Le boulevard se poursuit ensuite en longeant le Stade Roland-Garros, jusqu'au Carrefour des Anciens-Combattants, où se trouve une des entrées du bois de Boulogne, la porte de Boulogne.
Cette voie est principalement desservie par la ligne 10 du métro à la station Porte d'Auteuil.

## Origine du nom

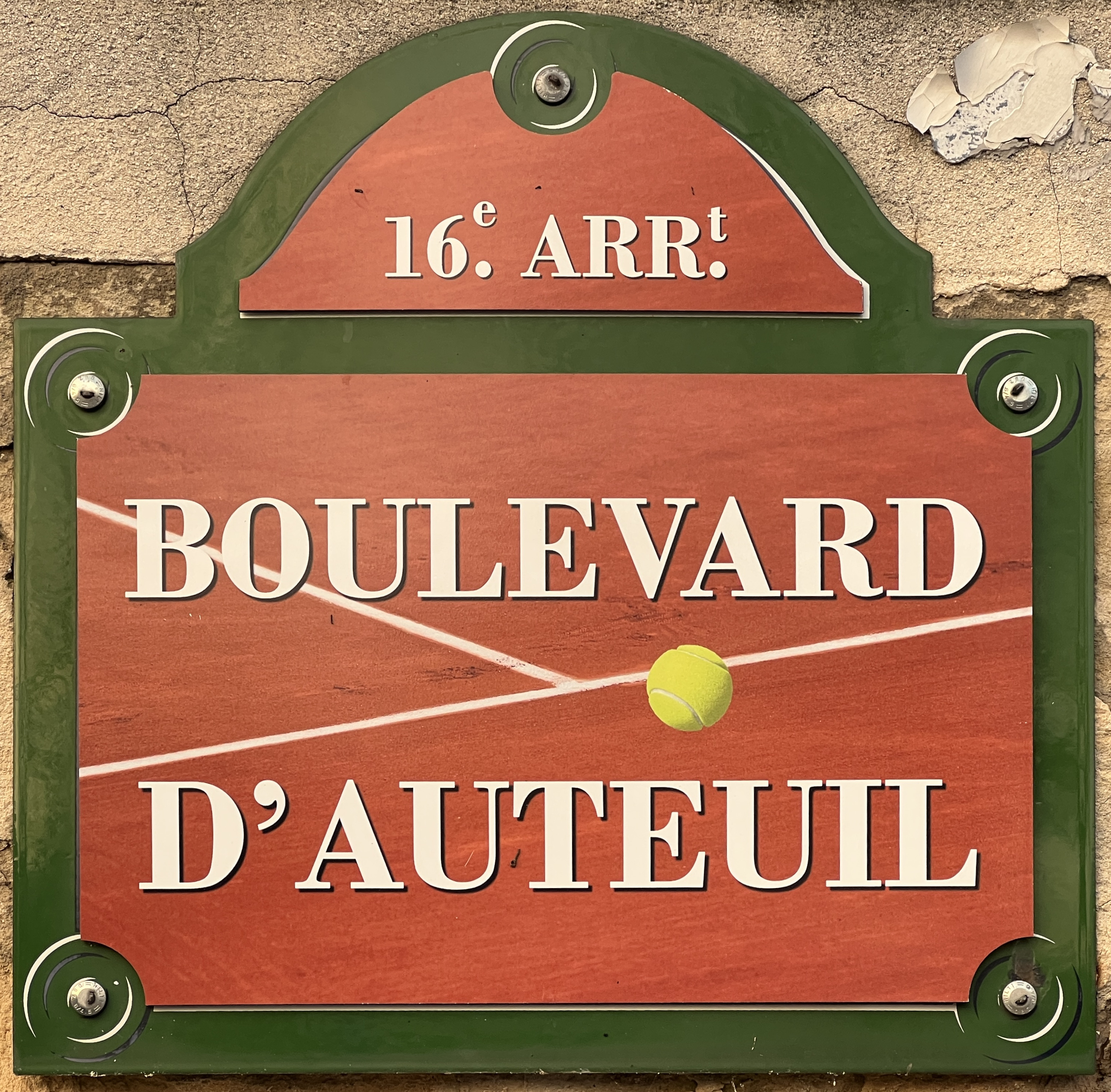
Plaque de la voie rappelant sa proximité avec le stade Roland-Garros.

Il tient son nom à son accès historique depuis Boulogne à l'ancienne commune d'Auteuil.

## Historique
Cette voie était précédemment entièrement sur la commune de Boulogne-Billancourt, une portion est intégrée au territoire de la ville de Paris par décret le 3 avril 1925.
Elle correspond à peu près à l’ancienne allée des Chênes ou des Dames du vieux Bois de Boulogne
.

## Bâtiments remarquables et lieux de mémoire
- Le jardin des serres d'Auteuil.
- Accès au stade Roland-Garros.
- En 1896, à la villa d'Auteuil, boulevard d'Auteuil, s'installe, l'École de musique Niedermeyer.